# Matra Super 530
Matra Super 530 är en fransk jaktrobot utvecklad av Matra för att ersätta den äldre jaktroboten Matra R.530. Trots att den är delvis baserad på R.530 är den till största del ett helt nytt vapen. Den betydligt kraftigare raketmotorn gjorde att flygkropp och vingar behövde tillverkas i rostfritt stål och noskonen i keram för att tåla påfrestningarna. Super 530 var, när den började tillverkas, Europas kraftfullaste jaktrobot. Bara den amerikanska AIM-54 Phoenix och den sovjetiska Bisnovat R-40 hade bättre prestanda.

## Historia
Utvecklingen av Super 530 påbörjades 1968 som svar på en begäran från Frankrikes flygvapen om en robot som kunde skjuta ner överljudsbombplan på hög höjd. Den första provskjutningen gjordes 1973 och serieproduktion inleddes 1977.
År 1979 började utvecklingen av en robot med ny målsökare för pulsdopplerradar som skulle kunna urskilja och träffa mål på mycket låg höjd trots radarstörningar. Denna robot som fick namnet Super 530D (D som i doppler) provsköts 1984 och roboten togs i tjänst 1987.

## Varianter
- Super 530F jaktrobot med monopuls-målsökare för användning tillsammans med den Cyrano-radar som sitter i Mirage F1 och Mirage III.
- Super 530D jaktrobot med pulsdoppler-målsökare för användning tillsammans med den Thomson-CSF RDI-radar som sitter i Mirage 2000.